# Многогрешный, Василий Игнатович
Васи́лий Игна́тович Многогре́шный (укр. Василь Многогрішний; ? — после 1694; Красноярск) — черниговский полковник Войска Запорожского.

## Биография
Родился в местечке Короп на Черниговщине. Брат гетмана Демьяна Многогрешного.
В 1664—1668 гг — нежинский полковой есаул. В 1668 году возглавлял украинское посольство к московскому царю Алексею Михайловичу. В 1671—1672 гг — черниговский полковник, в 1671 году — наказной гетман.
В ночь на 13 марта 1672 года группа старшин и их доверенных лиц вместе со стрельцами окружила резиденцию гетмана Демьяна Многогрешного и после непродолжительной схватки схватили его. Тот оказал ожесточенное сопротивление, но был ранен из пистолета, закован в кандалы и отправлен в Москву. Руководил арестом генеральный обозный Петр Забела, а доставкой в Москву генеральный писарь Карп Мокревич. После ареста брата Василий успел бежать в Киев и постригся в монахи под вымышленным именем в Киево-Братском монастыре. Когда об этом узнал настоятель монастыря Варлаам Ясинский, он выдал Многогрешного московскому воеводе Киева князю Козловскому. Многогрешного немедленно арестовали и отправили в Москву.
Братья Многогрешные были приговорены к отсечению головы за измену царю. Казнь была назначена на 28 мая на традиционном месте для казни государственных преступников — Болотной площади. Когда головы братьев Многогрешных уже лежали на плахе, примчался гонец царя, который объявил царскую милость — смертный приговор был заменен вечной ссылкой в Сибирь.

«… по нашему Государеву указу, посланы из Москвы в Сибирь в ссылку изменники и клятвопреступники войска Запорожского сее стороны Днепра бывший гетман Демка Игнатов … до Тобольска, с сибирскими служилыми людьми, и с провожатыми, а в Тобольске велено их держать за крепкими караулы скованных, а из Тобольска велено послать их, Дёмку Енисейского уезда в Селенгинский острог, Ваську в Красноярский».— из грамоты на имя Туринского воеводы Ивана Суздальцева.
Василий Многогрешный содержался в красноярской тюрьме под строгим режимом с 1674 года.
В 1679 году отряд енисейских киргизов под командованием алтысарского князя Иренека (Ереняка) осадил Красноярск. Были сожжены 16 окрестных деревень и захвачен большой полон. Чтобы спасти город, гарнизон был вынужден пойти на крайние меры. Служилые люди выпустили из тюрьмы опытного ссыльного полковника Василия Многогрешного и поручили ему командовать обороной Красноярского острога. Ереняк потерпел серьезное поражение под стенами острога.
Когда опасность миновала и осада была снята, служилые казаки отправили в Москву челобитье с изложением заслуг Многогрешного: он «урежал полки», лично сражался с «государевыми изменниками», «бился явственно, не щадя головы своей», «пушкаря заставливал и указывал и сам прицеливался». «И мы служилые люди, — писали они, — видели всем полком его, Васильеву, службу, что он Василий Многогрешный великому государю служил и добра во всем хотел». После этого царь снял с него обвинения и приказал «поверстать» его в дети боярские с высоким окладом жалования.
В 1682—1694 годах Василий Многогрешный жил в Красноярском остроге и, почувствовав приближение смерти, купил за свои деньги дом в малом остроге и отдал его под приют для немощных инвалидов и стариков.
В феврале — начале апреля 1693 года отряд красноярских казаков, служилых татар и «охочих людей», под руководством сына боярского Василия Многогрешного, разгромил племя тубинцев, которое во главе со своим князцом Шандой вторглось в Канскую землицу.
В 1694 году Многогрешный обратился к царю Ивану V с просьбой о поверстании в «дети боярские» своих сыновей Дмитрия и Петра, после чего сведения о нём в источниках больше не встречаются.